# Mosfellsdalur
Das Mosfellsdalur ist ein Tal mit einer Siedlung im Hauptstadtgebiet von Island.
Es liegt südlich des Berges Mosfell und nördlich des Helgafell in der Gemeinde Mosfellsbær.
Der Þingvallavegur  und der Fluss Kaldakvísl verlaufen durch das Tal.
Das Mosfellsdalur reicht im Osten etwa vom Wohnhaus Gljúfrasteinn von Halldór Laxness bis an die Ringstraße  im Westen.
In dem Tal gibt es eine Siedlung mit 285 Einwohnern (Stand: 1. Januar 2023).
Zum Vergleich in der gesamten Gemeinde Mosfellsbær wohnen 13.020 Einwohner.